# 岩上节孝坊
岩上节孝坊，位于中国福建省建宁县里心镇岩上村，建於清乾隆四十四年（1779年），是為了表彰張衛瀾之妻謝氏所建，由左、右二座石牌坊并中间加筑路亭组成，其平面呈长方形，占地面积22.33平方米。牌坊整体石砌，总高6.38米。石牌坊均为四柱三间五楼式，门上额枋正面，阴刻 “旌表儒童张卫澜之妻谢氏”，额枋之上阳刻“节孝”匾，二侧纪事碑阴刻有张大宾及其子孙女婿、建坊石匠、建坊官员姓名和建坊时间等。2009年11月16日公布为第七批福建省文物保护单位。